# Ballus
Ballus C. L. Koch, 1850 è un genere di ragni appartenente alla famiglia Salticidae.

## Caratteristiche
Sono ragni di piccole dimensioni. Il cefalotorace è di forma ovale quasi tanto largo che lungo, non curvo superiormente e con una superficie rugosa. L'opistosoma è a forma di scudo e troncato anteriormente.
Sul primo paio delle zampe i femori e le tibie sono piuttosto rigonfi e al disotto della tibia vi è una caratteristica frangia. Il colore prevalente è marrone scuro a chiazze, anche se alcune specie presentano una congrua varietà di colorazioni.

## Distribuzione
Le 10 specie note di questo genere hanno diffusione prevalentemente paleartica: dall'Europa all'Africa settentrionale e all'Asia centrale fino al Giappone. Una specie, B. armadillo, è stata rinvenuta solo in alcune località dell'Italia e della Corsica.
Unica eccezione sembra essere B. tabupumensis, il cui unico esemplare rinvenuto in Birmania risale al 1914; la descrizione che ne fece l'aracnologo Petrunkevitch è povera di disegni descrittivi, per cui potrebbe riferirsi a qualche specie similare.
In Italia sono state reperite 4 specie di questo genere

## Tassonomia
A maggio 2010, si compone di 10 specie:
- Ballus armadillo (Simon, 1871) — Corsica, Italia
- Ballus chalybeius (Walckenaer, 1802)[4] — Europa (Italia), dall'Africa settentrionale all'Asia centrale
- Ballus japonicus Saito, 1939 — Giappone
- Ballus lendli Kolosváry, 1934 — Ungheria
- Ballus piger O. P.-Cambridge, 1876 — Egitto
- Ballus rufipes (Simon, 1868) — Europa (Italia), Africa settentrionale
- Ballus segmentatus Simon, 1900 — Sri Lanka
- Ballus sellatus Simon, 1900 — Sri Lanka
- Ballus tabupumensis Petrunkevitch, 1914 — Birmania
- Ballus variegatus Simon, 1876 — dal Portogallo all'Italia

### Specie trasferite
- Ballus cinctipes (Banks, 1900), ridenominata come Attidops cinctipes da uno studio dell'aracnologo Edwards del 1999[2].
- Ballus decempunctatus Szombathy, 1915, ridenominata come Porius decempunctatus da uno studio dell'aracnologo Prószynski del 1983[2].
- Ballus planus Schenkel, 1936, ridenominata come Rhene plana da uno studio dell'aracnologo Logunov del 1993[2].
- Ballus youngi Peckham & Peckham, 1888, ridenominata come Attidops youngi da uno studio dell'aracnologo Edwards del 1999[2].

### Nomina dubia
- Ballus obscuroides (Canestrini & Pavesi, 1868), rinvenuta in Italia e originariamente descritta come Euophrys obscuroides, a seguito di uno studio dell'aracnologo Brignoli del 1983 è da considerarsi nomen dubium[2].
- Ballus sociabilis Franganillo, 1910, rinvenuta in Portogallo, a seguito di uno studio degli aracnologi Alicata & Cantarella del 1988 è da considerarsi nomen dubium[2].
- Ballus vulpinus (Westring, 1851), rinvenuta in Svezia e originariamente descritta come Attus vulpinus, a seguito di uno studio degli aracnologi Alicata & Cantarella del 1988 è da considerarsi nomen dubium[2].